# هجوم اللواء الخفيف (قصيدة)

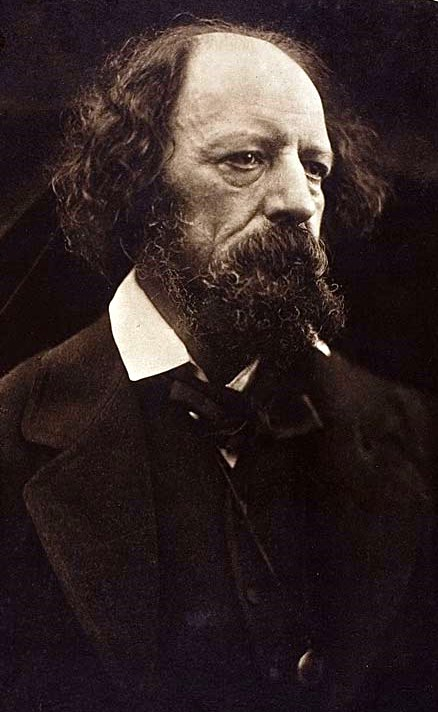
ألفرد تنيسون

هجوم اللواء الخفيف (بالإنجليزية: The Charge of the Light Brigade)‏ هي قصيدة سردية للورد ألفريد تنيسون، نشرها سنة 1854، وكان تنيسون آنذاك شاعر بلاط المملكة المتحدة. تتحدث القصيدة عن هجوم اللواء الخفيف أثناء معركة بالاكلافا في حرب القرم وما أبدته القوات البريطانية من بسالة وما تكبدته من خسائر. كتب تنيسون هذه القصيدة في 2 ديسمبر 1854، ونُشرت في «ذا إكزامينر» في 9 ديسمبر 1854.